# Кламсі (округ)
Округ Кламсі (фр. Arrondissement de Clamecy) — округ у Франції, в департаменті Ньєвр. 2023 року округ об'єднував 84 муніципалітети, населення становило 20 268 осіб.
Адміністративний центр (супрефектура) — Кламсі.

## Муніципалітети
Список муніципалітетів округу та їхні коди INSEE:
1. Амазі (58005)
2. Анан (58015)
3. Антрен-сюр-Ноен (58109)
4. Антьян (58008)
5. Ануа (58016)
6. Арм (58011)
7. Беврон (58029)
8. Бії-сюр-Уазі (58032)
9. Больє (58026)
10. Брев (58039)
11. Бреньон (58038)
12. Бринон-сюр-Беврон (58041)
13. Бюссі-ла-Пель (58043)
14. Варзі (58304)
15. Вільє-ле-Сек (58310)
16. Вільє-сюр-Іонн (58312)
17. Віньоль (58308)
18. Вітрі-Лаше (58313)
19. Вокле (58305)
20. Гаконь (58120)
21. Гренуа (58130)
22. Ґіпі (58132)
23. Діроль (58098)
24. Дорнесі (58103)
25. Епірі (58110)
26. Ері (58133)
27. Жермене (58123)
28. Кенсі-ле-Варзі (58093)
29. Кламсі (58079)
30. Корбіньї (58083)
31. Корволь-д'Амбернар (58084)
32. Корволь-л'Оргеє (58085)
33. Курсель (58090)
34. Ла-Коллансель (58080)
35. Ла-Мезон-Дьє (58154)
36. Ла-Шапель-Сент-Андре (58058)
37. Лі (58150)
38. Маньї-Лорм (58153)
39. Мариньї-сюр-Іонн (58159)
40. Марсі (58156)
41. Мену (58163)
42. Мер (58166)
43. Мец-ле-Конт (58165)
44. Монсо-ле-Конт (58170)
45. Монтрейон (58179)
46. Мораш (58181)
47. Муассі-Муліно (58169)
48. Мурон-сюр-Іонн (58183)
49. Неї (58191)
50. Неффонтен (58190)
51. Нюар (58197)
52. Отіу (58018)
53. Пазі (58208)
54. Париньї-ла-Роз (58206)
55. Пук-Лорм (58216)
56. Пуссо (58217)
57. Рикс (58222)
58. Рюаж (58224)
59. Сарді-лез-Епірі (58272)
60. Сезі (58271)
61. Сен-Дідьє (58237)
62. Сен-Жермен-де-Буа (58242)
63. Сен-П'єрр-дю-Мон (58263)
64. Сен-Ревер'ян (58266)
65. Сент-Обен-де-Шом (58230)
66. Сервон (58047)
67. Сюржі (58282)
68. Таконне (58283)
69. Талон (58284)
70. Танне (58286)
71. Теньї (58288)
72. Трюсі-л'Оргеє (58299)
73. Уазі (58198)
74. Уань (58200)
75. Удан (58201)
76. Флез-Кюзі (58116)
77. Шазей (58070)
78. Шальман (58050)
79. Шампальман (58052)
80. Шамплен (58054)
81. Шеванн-Шанжі (58071)
82. Шеврош (58073)
83. Шитрі-ле-Мін (58075)
84. Шомо (58069)